# Athanasios Vuros
Athanasios Vuros –en griego, Αθανάσιος Βούρος– fue un deportista griego que compitió en esgrima, especialista en la modalidad de florete. Participó en los Juegos Olímpicos de Atenas 1896, obteniendo una medalla de bronce en la prueba individual.

## Palmarés internacional
| Juegos Olímpicos | Juegos Olímpicos | Juegos Olímpicos  | Juegos Olímpicos   |
| Año              | Lugar            | Medalla           | Prueba             |
| ---------------- | ---------------- | ----------------- | ------------------ |
| 1896             | Atenas (Grecia)  | Medalla de bronce | Florete individual |